# Cordón Cenizos
Le Cordón Cenizos est un volcan du Chili constitué d'un ensemble de fissures et de cônes volcaniques.

## Toponymie
Le Cordón Cenizos est aussi appelé Cordón El Cauye.

## Géographie
Le Cordón Cenizos est situé dans le centre du Chili, dans la cordillère des Andes, entre les lacs Rupanco au nord-ouest et Todos Los Santos au sud. Administrativement, il se trouve à la limite entre les provinces de Llanquihue et d'Osorno de la région des Lacs.
Le Cordón Cenizos est un ensemble de fissures volcaniques s'étirant sur 18 kilomètres de longueur selon une orientation nord-est-sud-ouest et ponctuées de plus de quarante petits cônes volcaniques basaltiques. De ces bouches éruptives ont été émises des coulées de lave dont certaines ont atteint les lacs Rupanco Todos Los Santos. Le Puntiagudo, un stratovolcan, s'élève à l'extrémité sud-ouest du Cordón Cenizos.

## Histoire
Le Cordón Cenizos a commencé à s'édifier à la fin du Pléistocène avec une dernière éruption en 1850 qui s'est traduite par des explosions et des pluies de cendres,.